# فلیکس آرونوویچ
فلیکس آرونوویچ (به انگلیسی: Felix Aronovich) ژیمناست زادهٔ ۱۸ ژوئیهٔ ۱۹۸۸ میلادی اهل کشور اسرائیل است.